# Frederika van der Dussen
Frederika van der Dussen, född 1505, död 1574, var en nederländsk abbedissa.
Hon är känd för sin roll i samband med avvecklingen av klostret Loosduinen i samband med reformationen under det nederländska frihetskriget.
Hon var dotter till adelsmannen Floris van der Dussen (d. 1509), rådman i Breda, och Barbara van Boechem. Hon blev 1522 nunna i cistercienserklostret i Loosduinen, där hennes moster var abbedissa. Hon avancerade och valdes 1563 till klostrets abbedissa. Det var en av Nederländernas främsta nunnekloster, men vid denna tid hade det ekonomiska svårigheter och var förfallet.  
1566 utbröt den stora bildstormen Beeldenstorm i Nederländerna, som i trakten leddes av Cornelis van Wijngaarden: Frederika van der Dussen stängde dock porten för folkmassan och hindrade dem att komma in i klostret. Hon lät göra ett utförlig inventarium över klostret, dess egendomar och gränser. Den 1 april 1572 invaderades dock klostret, och nunnorna flydde till Haag och sedan 's-Gravenzande när även Haag nåddes av reformationen. När Haag togs av spanjorerna 1573 återvände Frederika van der Dussen dit, där hon också avled året därpå: klostret i Loosduinen hade då redan fallit i ruiner. 